# 髙橋賢二
髙橋 賢二（たかはし けんじ、1952年4月8日 - ）は日本の農水官僚。

## 人物
愛媛県出身。京都大学経済学部卒業後、農林省入省。農林水産技術会議事務局長を最後に退職し、農畜産業振興機構副理事長、日本食肉流通センター理事長などを務めた。

## 略歴
- 愛媛県出身[1]
- 京都大学経済学部卒業[1]
- 1976年4月  農林省入省
- 1983年8月  畜産局競馬監督課競馬監督官
- 1984年4月  九州農政局企画調整室企画官
- 1985年10月  林野庁林政部林産課課長補佐(総務班担当)
- 1987年6月  石川県農林水産部農政課長
- 1990年4月  畜産局畜政課課長補佐 (総括及び総務班担当)
- 1991年8月  林野庁業務部業務第二課国有林野総合利用推進室長
- 1996年 経済局農業協同組合課長[2]
- 1998年 林野庁林政部企画課長
- 2001年1月  大臣官房経理課長[3]
- 農村振興局計画部長
- 2004年 国土交通省大臣官房審議官
- 2006年8月 農林水産技術会議事務局長[4][2]
- 独立行政法人農畜産業振興機構副理事長[4]
- 2009年9月  財団法人日本食肉流通センター理事長[4]